# برونگوو
برونگوو (به لهستانی:  Broniów) یک روستا در لهستان است که در گمینا خلویسکا واقع شده‌است. برونگوو ۲۶۹ نفر جمعیت دارد.